# Tammerfest
Tammerfest to festiwal muzyczny odbywający się każdego lata w drugiej połowie lipca od roku 1995 w Tampere, uważany za największy festiwal miejski w Finlandii. Przez 4-5 dni grają głównie fińskie zespoły, prezentujące różne gatunki muzyczne..
W roku 2017 wystąpiło na nim ok. 70 zespołów, festiwal odwiedziło 29 000 osób.

## Organizacja, bilety[3]
Centralnym miejscem koncertów jest Ratinanniemen Festivaalipuisto w pobliżu centrum miasta (koncerty odbywają się każdego dnia od wczesnego popołudnia do mniej-więcej północy). Bilety na festiwal (jedno-, dwu- lub trzydniowe) uprawniają do wstępu na ten areał. Można je nabyć przy wejściu lub wcześniej przez internet. 
Na rynku (Keskustori) odbywają się także koncerty - tutaj wstęp jest wolny. Jeszcze więcej muzyki można usłyszeć w klubach, częściowo z wolnym wstępem, częściowo dodatkowo płatnie (tu też jest możliwość zakupu biletów przez internet).